# Reinhold Jauernig
Reinhold Jauernig (* 1. Januar 1893 in Mikuszowice; † 27. Dezember 1966 in Neu-Isenburg) war ein deutscher Theologe und Archivar.

## Leben
Der Sohn des Oberlehrers Robert Jauernig († 31. Oktober 1909 in Nikelsdorf/Mikuszowice) und dessen Ehefrau Emma (geb. Schlich), legte 1911 am Staatsgymnasium Bielitz die Reifeprüfung ab. Er studierte von 1911 bis 1913 an der Universität Wien Evangelische Theologie sowie Kirchenrecht und Kanonisches Recht, 1913/1914 an der Universität Leipzig Evangelische Theologie, Philosophie, Öffentliches Recht, Kirchenrecht und Pädagogik. 1918 wurde er Pfarrvikar in Wolfersdorf. 1922 wechselte er als Referent in das Landeskirchenamt der Thüringer Evangelischen Kirche in Eisenach. 1929 war er Geschäftsführer der Gesellschaft für Thüringische Kirchengeschichte und übernahm im selben Jahr eine Pfarrstelle an der Salvatorkirche in Gera. 1938 ging er nach Weimar, wo er als Mitarbeiter des Kirchenrats Rudolf Herrmann fungierte. Er promovierte 1943 an der Universität Jena zum Doktor der Rechtswissenschaften. 1946 übernahm er als Kirchenarchivwart in Eisenach die Leitung des Archivwesens der Thüringischen Landeskirche. 1958 ging er in den Ruhestand.
Jauernig der auch Vorlesungen an der Universität Jena gehalten hatte, erhielt 1955 die Ehrendoktorwürde der dortigen theologischen Fakultät. Er setzte die Weimarer Lutherbriefausgabe fort und verfasste Artikel zu dem Nachschlagewerk Religion in Geschichte und Gegenwart der dritten Auflage.

## Schriften (Auswahl)
- Die alten in Thüringen gebräuchlichen Masse und ihre Umwandlung. Ein Handbuch für Heimatforscher und Behörden. Gotha 1929, OCLC 985464748.
- Der Bekenntnisstand der Thüringischen Landeskirchen. Eine kirchenrechtliche und kirchengeschichtliche Untersuchung. Als Vortrag dargeboten im Auftrag der Thüringer Kirchlichen Konferenz auf ihrer 50. Jubeltagung am 28. Mai 1929 in Rudolstadt (Thüringen). Gera 1930, OCLC 258718961.
- Die Einführung der Reformation in den reußischen Landen. Festschrift zum Reformationsjubiläum 1933. Gotha 1932, OCLC 491915372.
- Luther und Böhmen. Heidelberg 1963, OCLC 247693526.
- Luther in Thüringen Gabe der Thüringer Kirche an das Thüringer Volk. Evangelische Verlagsanstalt, Berlin, 1951,
- Johann Sebastian Bach in Thüringen. Festgabe zum Gedenkjahr 1950. Thüringer Volksverlag, Weimar, 1950